# Чоловік, який любив дітей
«Чолові́к, яки́й любив дітей» (англ. The Man Who Loved Children) — роман австралійської письменниці Крістіни Стеад, написаний у 1940 році. Тільки у 1965 році з анотацією поета Рендалла Джаррелла роман отримав широке визнання та популярність. Журнал Тайм включав роман у 100 найкращих англомовних романів з 1923 по 2005 рік. Роман був визнаний романістами Робертом Стоуном,  Джонатаном Франзеном та Анжелою Картер. Картер вважала інші романи Стеад — «Коттерс Англія»; «Маленький чай, маленький чат»; і «Заради любові» — такими ж хорошими, якщо не краще, ніж «Чоловік, який любив дітей».

## Сюжет
Роман розповідає історію про дисфункціональну родину Полліт. Наївний егоїзм однойменного Сема Політа принижує свою сім'ю, особливо його дружину Хенні і старшу дочку Лую. Сім'я не багата, ситуація загострюється через ідеалізм Сема, накопиченими боргами Хенні і жахливими чварами між подружжям. Усю детальну інформацію про сімейні непорозуміння батьків та різноманітні розповіді про пристрасті та життя сусідніх сімей. Герой роману Сем багато в чому схожий на батька письменниці Стеад, морського біолога Девіда Стеада. «Чоловік, який любив дітей», спочатку був сформований у Сіднеї і змінений відповідно до американської аудиторії. Непорівнюючи та проникаючи, Стеад розкриває серед іншого, небезпеку сентиментальності у відносинах та політичній думці.

## Критична думка
У своєму вступі 1965 року до роману Непрочитана книга поет, письменник і критик Рендалл Джаррелл пише: Жоден інший роман не робить настільки скрупульозним, настільки пристрасним і настільки переконливим вивчення сім'ї — і з такою узагальнюючою силою, що одразу тут розширюється це «сімейство.
В 2010 році Нью-Йорк таймс, письменник Джонатан Эрл Франзен написав есе про твір, де називає його такою книгою, якщо вона для вас, є для вас дійсно. Я переконаний, що в цій країні є десятки тисяч людей, які б благословили день, коли книга була опублікована, якщо тільки вони могли б піддатися їй. Франзен говорить про внутрішній стиль роману: Його проза коливається від хорошої до неймовірно гарної — лірична у прямому сенсі, кожне спостереження та опис розривається від почуття, сенсу, суб'єктивності, і хоча його сюжет ненав'язливо- майстерний, книга — ніби на тлі психологічного насильства. Книга втручається у наш світ, як поганий сон з прабатьківського минулого. Його ідея про щасливий кінець не схожа на жоден інший роман».
У інтерв'ю у 2013 році письменник Роберт Стоун сказав: «Я завжди вважав, що одна з великих американських книг — „Чоловік, який любив дітей“ — Крістіни Стеад. Найцікавіше про цю книжку, ви думаєте, що вона отримала певний вид американського персонажа, певну американську родину. Як виявляється, вона була започаткована в Австралії, всі персонажі були австралійцями, а її видавець хотіла зробити їх американцями для видання в США. Вони ніколи не мали наміру бути американцями».